# ستانيل
ستانيل (stunnel) يعنى «نفق آمن» secure tunnel. وهو برنامج مفتوح المصدر طوره مايكل تروجنارا كبديل لبروتوكول طبقة المنافذ الآمنة ((SSL لتشفير الرسائل بين الخادم والعميل. كما أنه يستخدم في تشفير الرسائل بين الأطراف التي لديها برتوكول طبقة المنافذ الآمنة وتلك التي ليس لديها هذا البروتوكول. فعلى سبيل المثال، يمكنه تشفير رسائل البريد الإلكتروني بين العميل والخادم. كما يمكنه تشفير الاتصال لبروتوكولات نقل الملفات. ويمكن إستخدامه لتفادى الجدار الناري والوصول إلى المواقع الممنوعه. ويعمل هذا التطبيق على معظم إصدارات نظم التشغيل ويندوز ولينوكس. ويستخدم مفتاح التشفير المعلن مع الشهادات الرقمية (اكس.509) لتأمين الاتصال. ويقوم العميل بالمصادقة على الرسالة المشفرة من خلال هذه الشهادات أيضا. وقد تم إصداره تحت رخصة جنو العمومية (GNU General Publi) التي تمكن المستخدمين استخدام وتعديل وتطوير البرنامج. وصنف ستانيل على أنه أحد أقوى 125 برنامج لأمن المعلومات